# كأس ليختنشتاين 2006–07
كأس ليختنشتاين 2006–07 (بالألمانية: Liechtensteiner Cup 2006/07)‏ هو الموسم 62 من كأس ليختنشتاين. أقيم خلال الفترة 11 أغسطس 2006 وحتى 1 مايو 2007، وأشرف على تنظيمه اتحاد ليختنشتاين لكرة القدم، وكان عدد الأندية المشاركة فيه 16، وفاز فيه نادي فادوتس.